# Bedford Park Boulevard
Bedford Park Boulevard è una stazione della metropolitana di New York situata sulla linea IND Concourse. Nel 2019 è stata utilizzata da 2 143 375 passeggeri. È servita dalla linea D sempre e dalla linea B durante le ore di punta.

## Storia
La stazione di Bedford Park Boulevard fu costruita come parte della prima tratta della linea IND Concourse, entrata in servizio il 1º luglio 1933.

## Strutture e impianti

### Architettura
Nel piano binari entrambi i muri esterni posseggono una linea spessa di colore verde scuro con un contorno di colore verde erba. Proprio su questa linea sono presenti delle targhette nere con scritto in bianco a lettere maiuscole BEDFORD.
Sempre sul piano binari troviamo delle colonne verde scuro, disposte ad intervalli regolari, e su di esse, in modo alternato, si trovano delle targhette nere con scritto in bianco il nome della stazione.

### Configurazione
La stazione possiede tre binari e due piattaforme ad isola. A sud della stazione il binario centrale (quello utilizzato dai treni della linea B) si divide in due binari, mentre i due binari esterni (quelli utilizzati dai treni della linea D), passando sotto quello centrale, si uniscono a formare un unico binario.
A nord, invece, il binario centrale si divide in due binari che portano allo scalo di smistamento, mentre gli altri due binari curvano ad est, verso la stazione di Norwood-205th Street, l'ultima stazione della linea.
La stazione possiede due mezzanini, che originariamente erano uniti in uno solo. La porzione chiusa è infatti ora una sala di controllo della linea IND Concourse. Entrambi i mezzanini anno anche, proprio in questa zona, delle scale chiuse al pubblico.
I tornelli sono nella zona sud della stazione, dove convergono le scale di ciascuna piattaforma. Fuori dai tornelli si trovano poi le scalinate che conducono a Bedford Park Boulevard e Grand Concourse.

## Interscambi
La stazione è servita da alcune autolinee gestite da MTA Bus e NYCT Bus.
- Fermata autobus